# 阿韦朗什-迪卡米纽
阿韦朗什-迪卡米纽是葡萄牙阿威罗区的一个堂区。总面积6.27平方公里，总人口1236人，人口密度197.1人/平方公里。